# Thiepin

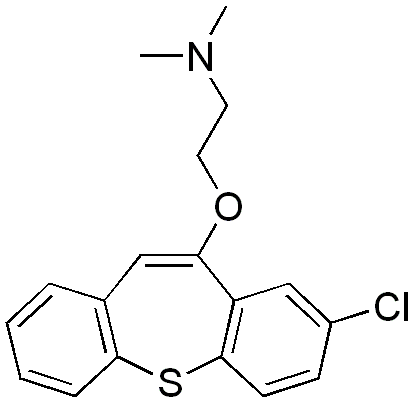
Struktura dibenzothiepinu zotepinu

Thiepin je nenasycený sedmičlenný heterocyklus obsahující jedem atom síry, se vzorcem C6H6S. Samotný thiepin je nestálý, a předpokládá se u něj antiaromaticita; několik objemných derivátů se ale podařilo izolovat a rentgenovou krystalografií zjistit, že kruh C6S u nich není rovinný.
Teoretické studie naznačují, že thiepin po svém vzniku odštěpuje atom síry a vytváří benzen, přičemž meziproduktem této přeměny je bicyklický thianorkaradien. V komplexu s (η4-C6H6S)Fe(CO)3 je thiepin stálý.
Podobnými sloučeninami jsou benzothiepiny, které mají thiepinový kruh kondenzovaný s jedním benzenovým jádrem, a dibenzothiepiny (například dosulepin a zotepin), se dvěma benzenovými jádry napojenými na thiepin.